# Huang Guliu
Pour les articles homonymes, voir Huang.
Huang Guliu (chinois 黃谷柳), né en 1908, mort en 1977, est un écrivain chinois de Hong Kong.
Avec Lü Lun (1911-1988), Huang Guliu est l'un des écrivains représentatifs de la première période de la littérature de Hong Kong.

## Œuvre
Son roman Xiaqiu zhuan (La Vie de Xiaqiu, 1947) est une description des différents milieux de Hong Kong.